# Florus
Lucius Annaeus Florus, född omkring 75, död omkring 130, var en romersk historiker.
Florus var verksam under Hadrianus regeringstid. Han var författare till ett historiskt verk om Rom, i vilket arbete, till romarfolkets förhärligande, dess historia, 
särskilt krigshistorien, behandlas. Det har föga värde till följd av de oriktigheter i sak, särskilt tideräkningen, som det innehåller. Framställningssättet är retoriskt och svulstigt samt språket överlastadt med bilder. Under medeltiden lästes och begagnades Florus verk rätt mycket. Man har förr, dock utan grund, tillskrivit Florus de så kallade periochæ eller epitomæ till Livius böcker.